# Columbian Chemicals
La Columbian Chemicals Company è un gruppo chimico statunitense fondato nel 1921. Nel 2008 è stata venduta dalla compagnia coreana DC Chemical Co., alla quale apparteneva. Dal 2011 fa parte dell'Aditya Birla Group.
La Columbian Chemicals Company produce nero di carbonio (il principale costituente degli pneumatici assieme alla gomma).

## Stabilimenti
La Columbian Chemicals Company possiede i seguenti stabilimenti:
America settentrionale
- Ulysses, Kansas (Columbian Chemicals Company)
- Franklin, Louisiana (Columbian Chemicals Company)
- Hamilton, Ontario (Columbian Chemicals Canada Ltd.)

America meridionale
- Cubatão, Brasile (Columbian Chemicals Brasil Ltda.)
- Camaçari, Brasile (Columbian Chemicals Brasil Ltda.)

Europa
- Hannover, Germania (Columbian Carbon Deutschland GmbH)
- San Martino di Trecate, Italia (Columbian Carbon Europa), in attività dal 1960, conta poco meno di un centinaio di dipendenti[senza fonte].
- Santander, Spagna (Columbian Carbon Spain, SA)
- Tiszaújváros, Ungheria (Columbian Tiszai Carbon LLC)

Asia
- Yeosu, Corea (Columbian Chemicals Korea Co., Ltd.)
- Weifang, Cina (Shandong Haihua Carbon Black Chemical Co.)